# 스크린 (커맨드 앤 컨커)
스크린(Scrin)은 커맨드 앤 컨커 3: 타이베리움 워즈에서 등장하는 외계 종족으로, 캠페인 및 스커미시에서 진영으로 선택 가능하다. 이들의 유닛은 곤충형에 가까운 형태를 하고 있으나 모두 기계 유닛으로 이들의 진짜 생김새는 잘 알 수 없다. 발전된 타이베리움 처리 기술을 가지고 있으며 타이베리움을 에너지원 및 무기로 이용하는 경우가 많다. 커맨드 앤 컨커 3: 케인의 분노에서는 하위 진영으로 '리퍼-17' 부대와 '트래블러-59' 부대가 추가되었다.
이들의 존재는 커맨드 앤 컨커: 타이베리안 선에서도 지구에 추락한 UFO에 관한 미션 등을 통하여 추측할 수 있었다. 또한 게임 내에서 획득할 수 있는 정보인 "GDI 정보부 자료"에는 이들의 기원 및 테시터스와의 연관성에 대한 설명이 수록되어 있으며, 여기에는 테시터스의 자료구조와 스크린과의 교신 내용의 형식이 유사하기는 하지만, 테시터스에 기록되어있는 "스크린"이란 존재와 이들의 생김새나 언어 면에서 상당한 차이점을 보여 서로 다른 종족일 가능성도 있다고 언급되어 있다.

## 줄거리
이들은 지구에 타이베리움을 심은 장본인이며, 이들의 목적은 지구에 타이베리움을 심은 후 타이베리움이 지구를 뒤덮으면 이를 수확하려는 것이었다. (이들은 타이베리움을 '이코르'라고 부르고 있다.)이들은 지구 방위 기구(GDI)가 사라예보에서 노드 형제단의 사원인 템플 프라임에 이온 캐논을 발사하였을 때, 그 에너지로 인해 사원 지하에 있던 액화 타이베리움 시설이 연쇄 반응을 일으키면서 강하게 폭발하자 이를 감지하고 지구에 찾아오게 된다. 이들은 이 폭발이 완전히 타이베리움으로 뒤덮인 후에 일어난 타이베리움의 반응이라고 생각하여 타이베리움을 수확하기 위하여 지구로 찾아왔으나 이 폭발은 이들을 유인하기 위해 케인이 일부러 GDI의 이온 캐논 발사를 유도한 것이었다.
이들은 지구 궤도로 진입하면서 GDI의 이온 캐논에 피격당하게 되어 타이베리움의 오염이 아직 다 진행되지 않았으며, 토착민(지구인)들이 여전히 살아있다는 사실을 알게 된다. 곧 이들은 토착민들의 강력한 저항에 부딪치게 되고, 토착민들이 문명 수준은 크게 높지 않으나 무기 수준만이 기형적으로 높다는 사실을 인지하여 다소 당황하게 된다.(4/5급 문명이나 무기 수준은 17.4에 달한다는 내용이 미션 데이터베이스에 나타나 있다.) 이들은 레드 존에 총 19개의 트레숄드 타워 건설에 착수한다. 이 타워들은 주변의 광범위한 지역의 타이베리움을 수확할 수 있으며 본성과의 워프 링크를 활성화시켜 물질 및 병력 수송 통로로 사용될 수 있고, 건설 완료 이후에는 위상 변환 장막이 생성되어 파괴가 불가능해진다. 그러나 타워들은 완성되기 전에 GDI에 의해 단 한 개만을 남기고 모두 파괴된다. 그러나 노드 형제단은 타워를 이용하기 위해 마지막으로 남은 타워를 파괴하려는 GDI를 저지하게 된다.

## 게임 내에서의 스크린

### 유닛과 건물
스크린 유닛은 대부분이 생물이 아닌 기계류이며, 대체로 곤충형에 가까운 모습을 하고 있다. 일부 유닛은 맵 상의 타이베리움을 직접 빨아들여 사용하기도 한다. 또한 성장 촉진 장치 등의 이들의 타이베리움 처리 기술을 나타내는 건물이나 스킬도 존재한다.